# Sunny Sandler

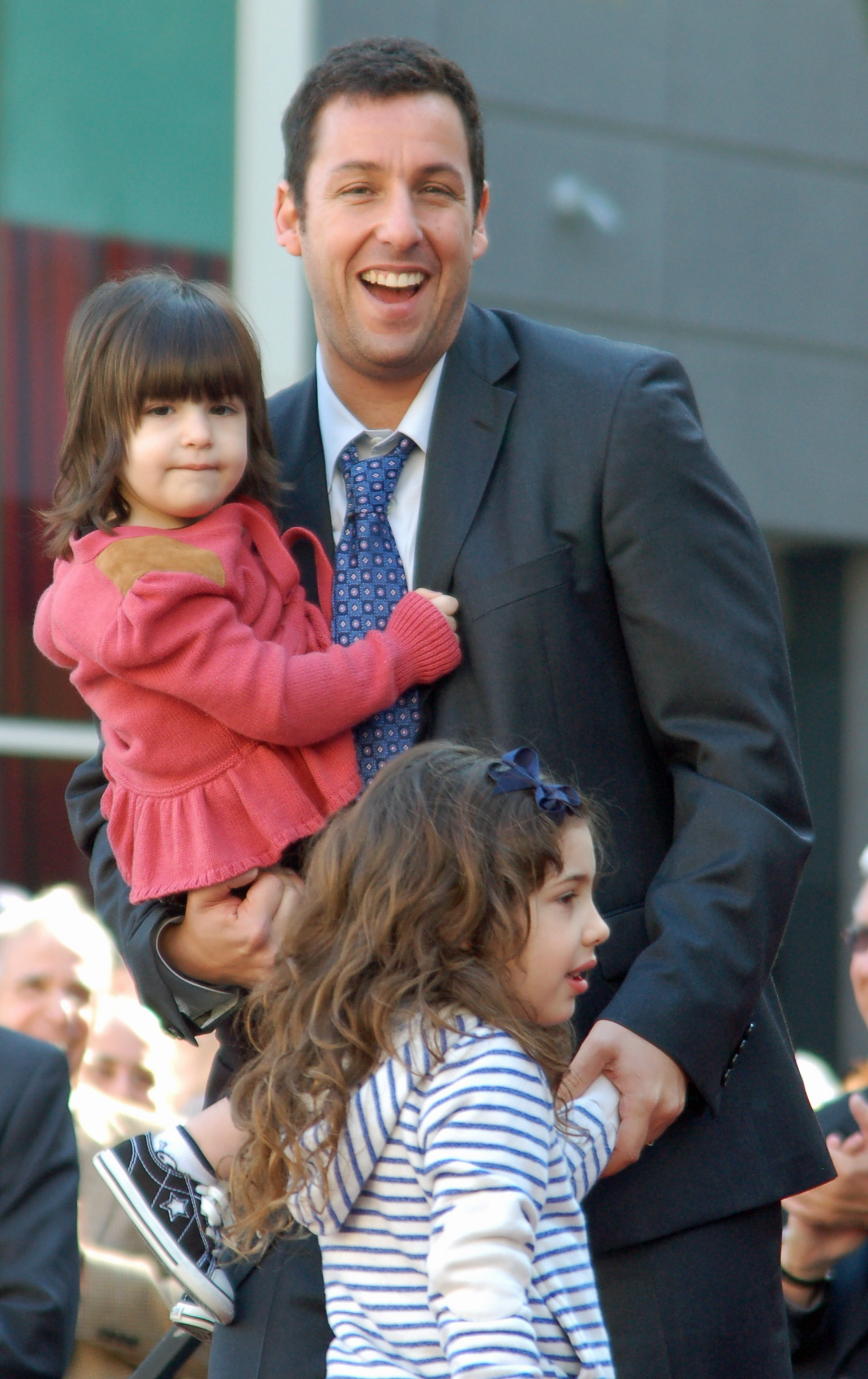
Sunny Sandler (links) mit ihrem Vater Adam Sandler und ihrer Schwester Sadie Sandler (2011)

Sunny Madeline Sandler (* 2. November 2008 in Kalifornien) ist eine US-amerikanische Schauspielerin.

## Leben
Sunny Sandler wurde als Tochter des Schauspielerpaares Adam Sandler und Jackie Sandler geboren, ihre ältere Schwester Sadie Sandler ist ebenfalls als Schauspielerin tätig. Sie trat in zahlreichen von ihrem Vater mitproduzierten Filmen in Erscheinung, ihr Filmdebüt gab sie 2010 in Kindsköpfe.
In der 2023 auf Netflix veröffentlichten Coming-of-Age-Filmkomödie Du bist sowas von nicht zu meiner Bat-Mizwa eingeladen hatte sie als Stacy Friedman eine Hauptrolle, während Sadie ihre Filmschwester Ronnie spielte. In Happy Gilmore 2 (2025) übernahm sie Rolle der Vienna Gilmore, die Filmtochter der Titelfigur.
In den deutschsprachigen Fassungen wurde sie von Virginia Leithäuser in The Out-Laws, von Lucy Fandrych in Du bist sowas von nicht zu meiner Bat-Mizwa eingeladen, von Isabella-Lara Ociepka in The Wrong Missy, von Aurelia van Cauwelaert in Hubie Halloween sowie von Ruby Bornhak in Murder Mystery synchronisiert.
Neben ihrer Tätigkeit als Schauspielerin ist sie auch als Synchronsprecherin tätig, unter anderem lieh sie den englischsprachigen Fassungen der Animationsfilme Hotel Transsilvanien (2012), Hotel Transsilvanien 2 (2015) und Hotel Transsilvanien 3 – Ein Monster Urlaub (2018) ihre Stimme. In der englischen Fassung des 2023 auf Netflix veröffentlichten Animationsfilmes Leo lieh sie der Figur Summer ihre Stimme.

## Filmografie (Auswahl)

### Als Schauspielerin
- 2010: Kindsköpfe (Grown Ups)
- 2011: Jack und Jill (Jack and Jill)
- 2011: Meine erfundene Frau (Just Go with It)
- 2012: Der Chaos-Dad (That’s My Boy)
- 2013: Kindsköpfe 2 (Grown Ups 2)
- 2014: Urlaubsreif (Blended)
- 2015: Pixels
- 2015: Die lächerlichen Sechs (The Ridiculous 6)
- 2016: The Do-Over
- 2017: Sandy Wexler
- 2018: Die Woche (The Week Of)
- 2019: Murder Mystery
- 2020: The Wrong Missy
- 2020: Hubie Halloween
- 2022: Home Team
- 2022: Hustle
- 2023: The Out-Laws
- 2023: Du bist sowas von nicht zu meiner Bat-Mizwa eingeladen (You Are So Not Invited To My Bat Mitzvah)
- 2024: Spaceman: Eine kurze Geschichte der böhmischen Raumfahrt (Spaceman)
- 2025: Irgendwie schwanger (Kinda Pregnant)
- 2025: Happy Gilmore 2

### Als Synchronsprecherin
- 2012: Hotel Transsilvanien (Hotel Transylvania)
- 2015: Hotel Transsilvanien 2 (Hotel Transylvania 2)
- 2018: Hotel Transsilvanien 3 – Ein Monster Urlaub (Hotel Transylvania 3: Summer Vacation)
- 2023: Leo